# Archibald Douglas (4e graaf van Douglas)

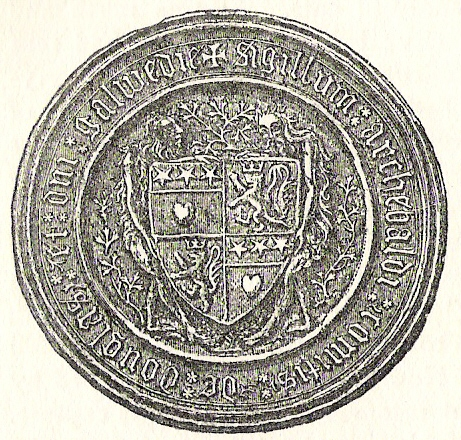
Het zegel van Archibald Douglas

Archibald Douglas (1372-1424), hertog van Touraine, graaf van Douglas en Wigtown, heer van Annandale en Galloway, 13e heer van Douglas, was een Schots edelman en krijgsheer. Hem wordt soms het epitheton "Tyneman" (Oudschots voor verliezer) verleend, maar dit kan een verwijzing zijn naar zijn oudoom Archibald Douglas. 
De 4de graaf van Douglas wordt opgevoerd in William Shakespeares Henry IV, part 1,  vanaf de nederlaag in de Slag bij Humbleton Hill tot aan zijn vrijlating na de Slag bij Shrewsbury.